# Fredensborg Store Kro
Fredensborg Store Kro er en historisk kro i den Nordsjællandske by Fredensborg, med royale naboer, placeret lige ved siden af Fredensborg Slot.

## Historie
Store Kro blev opført i 1723 på befaling fra Kong Frederik 4., med det formål, at kunne imødekomme de royale gæster, som Fredensborg Slot ikke var indrettet til at kunne have boende. Kroen er bygget af samme arkitekt som Fredensborg Slot, Johan Cornelius Krieger (1756-1824), som var meget inspireret af den Italienske klassicisme.
Omkring år 1800 var en epoke i kroens historie forbi. Det var ikke alle i kongerækken, der yndede at benytte Fredensborg Slot, og forbindelsen til hoffet forsvandt. Heldigvis for kroens eksistens kom det på mode blandt borgerskabet at tage på kroophold på landet. Det naturskønne område tiltrak også nogle af dansk kulturlivs skønånder. Heriblandt den verdensberømte filosof og forfatter, Søren Kierkegaard, der under sine ophold tilbragte dagtimerne i de omkringliggende skove. Når han om aftenen ankom til Store Kro, skulle der efter sigende være blevet råbt ”magisteren”, så alle kunne stå parat til at modtage den store københavner. Andre af kroens prominente gæster i 1800-tallet talte kunstneren Peder Mønsted, der brugte kroens lokaler til at holde fest, når han havde solgt sine malerier til slottet.
I sommeren 1908 nedbrændte hele bygningen som følge af en skorstensbrand. Først i midten af 1930’erne oplevede kroen igen en storhedstid, da Frantz Christensen overtog driften. Med en uddannelse fra tidens førende madeksperter, Søstrene Nimb, og en fortid i Langeliniepavillonen og på Københavns Rådhus var Frantz Christensen en erfaren restauratør.
Han lod arkitekt Sven Risom tegne den nye Store Kro, der tog form som et moderne hotel. Med sin særlige atmosfære og høje standard fik stedet hurtigt et nyt stampublikum, og op gennem 1900-tallet har adskillige berømtheder besøgt Store Kro, der bl.a. har lagt hus til mondæne bryllupper og andre festligheder.
I 1960 fik kroen igen ny ejer, Hoteldirektør Ronald Larsen, hvis bestræbelser i høj grad gik ud på, at genetablere den tætte forbindelse, som kroen havde haft til Kongehuset. Tilknytningen til kongehuset blev tilmed genetableret, og da Dronning Margrethe 2. og Prins Henrik (1934-2018) blev gift i 1967, overnattede mange af gæsterne på Store Kro. Da Prinsesse Benedikte blev gift med Prins Richard stod Store Kro for at servere et koldt bord på bryllupsdagen, og det var med fine islandske sild, fersk røget Bornholmerlaks, friske krebs fløjet hertil fra Tyrkiet, slikasparges fra Marokko, helstegt pattegris og mange franske oste af hensyn til de franske gæster. Flere år senere kunne prins Richard fortælle Ronald Larsen, at hans venner stadig talte om det store danske kolde bord.
Det var en årrække, hvor der på Store Kro både var plads til de små selskaber - og til at hjælpe kongehuset med at fejre nogle af kongefamiliens store fester, og det pletfri ry og diskretion gjorde, at Store Kro blev brugt af mange af datidens mest kendte personer - fra den japanske kejser, Hirohito, der installerede sin datter prinsesse Takako Shimazu på kroens bedste værelse, til den russiske præsident, Nikita Khrusjtjov og verdens første kosmonaut, russeren Jurij Gagarin for ikke at tale om den jugoslaviske præsident Josip Broz Tito, hvor politiets skarpskytter var udkommanderet til at stå i hotellets tagkviste.
I 2013 købte ingeniør Niels Fennet kroen, der har genopbygget kroen med udgangspunkt i Krieger's arkitektur, men med de moderne faciliteter, som gæster og rejsende forventer i dag.
1. juni 2014 åbnede Bistroen, som kroens Café med udsigt til haven.
I efteråret 2014 stod gourmetrestauranten, 33 dobbeltværelser, samt 11 selskabs- og konference lokaler færdige.
I efteråret 2019 gik det så godt for kroen, at der nu var brug for flere værelser til at huse de mange gæster. Derfor planlagde ejerparret, Lise og Niels Fennet, at opføre en ny værelsesfløj ved kroens have med 50 nye værelser.
I vinteren 2020 stod den nye værelsefløj med 50 nye værelser færdig.

## Kunsten på kroen
Kunsten har været en del af kroens historie lige fra begyndelsen. Det var den tredje ejer, den belæste Christian Manniche, der i 1730’erne begyndte at forskønne kroen med bl.a. kongelige portrætter og kinesiske kunstgenstande.
Det gælder bl.a. en samling af 58 malerier, der alle skildrer en af de største navne i dansk skuespilkunst, nemlig Olaf Poulsen (1849-1923). Han er her foreviget i nogle af sine mest markante roller af sønnen, teatermaler Emil Poulsen. Hele samlingen blev erhvervet i 1960'erne af kroejer Ronald Larsen, Frantz Christensens efterfølger, og har indtil nu hængt i Olaf Poulsen-salen.
Olaf Poulsen var nært knyttet til Store Kro og boede i nabohuset fra 1884 og frem til sin død. I kroens have indstuderede han mange af de 300 roller, som han med stor indlevelse og virtuositet spillede gennem sine 40 år på Det Kongelige Teater.

## Faciliteter
Kroen består af 100 dobbeltværelser & suiter, Restaurant & Bistro, à la carte, 6 konferencelokaler, 5 selskabslokaler, Fredensborg Slotmuseum, have og gratis P-pladser.

## Priser
I 2018 vandt ejerparret, Lise og Niels Fennet årets erhvervspris.